# Nothing Compares 2 U
Nothing Compares 2 U é uma canção escrita por Prince, para a banda The Family, em 1985. Em 1990, a regravação da canção, por Sinéad O'Connor em seu álbum I Do Not Want What I Haven't Got, tornou-a popular em vários países e chegou ao topo da parada da Billboard Hot 100. A canção continua a ser o maior hit da carreira de Sinéad O'Connor. O vídeo da música foi filmado em Paris. Ele venceu prêmio europeu de melhor clipe gótico, com imagens do Parc de Saint-Cloud, no lado oeste de Paris.
Em 2004, a música foi classificada na posição 162 da lista das 500 canções de todos os tempos pela revista Rolling Stone.
O grupo alemão Chyp-notic gravou sua versão ao estilo "London Beat" em 1990. No dia 22 de maio de 2016 a cantora Madonna cantou a canção durante o Billboard Music Awards em um tributo ao Prince.
O cantor e compositor Chris Cornell também gravou um cover da música, e sua filha Toni postou uma versão com o pai feita em 2017.

## Faixas
7" single
1. "Nothing Compares 2 U" (5:08)
2. "Jump in the River" (4:13)

CD maxi
1. "Nothing Compares 2 U" (5:08)
2. "Jump in the River" (4:13)
3. "Jump in the River" (instrumental) (4:04)